# Barbara Rütting
Barbara Rütting, född 21 november 1927 i Ludwigsfelde i dåvarande Tyska riket, död 28 mars 2020 i Marktheidenfeld, Tyskland, var en tysk skådespelare, författare och politiker inom partierna Allians 90/De gröna och V-Partei3. Hon var under 2000-talet invald i Bayerska lantdagen.

## Filmografi, urval
- 1954 – Spionchefen Canaris
- 1954 – Den sista bron
- 1957 – Så vill kvinnan ha kärleken
- 1958 – Tid att älska, dags att dö
- 1961 – Stad utan nåd
- 1965 – På främmande mark